# Zabrežnik
Zabrežnik (Duits: Sabresnig in der Oberkrain) is een plaats in Slovenië en maakt deel uit van de gemeente Žiri in de NUTS-3-regio Gorenjska. De plaats telde 33 inwoners op 1 januari 2020.

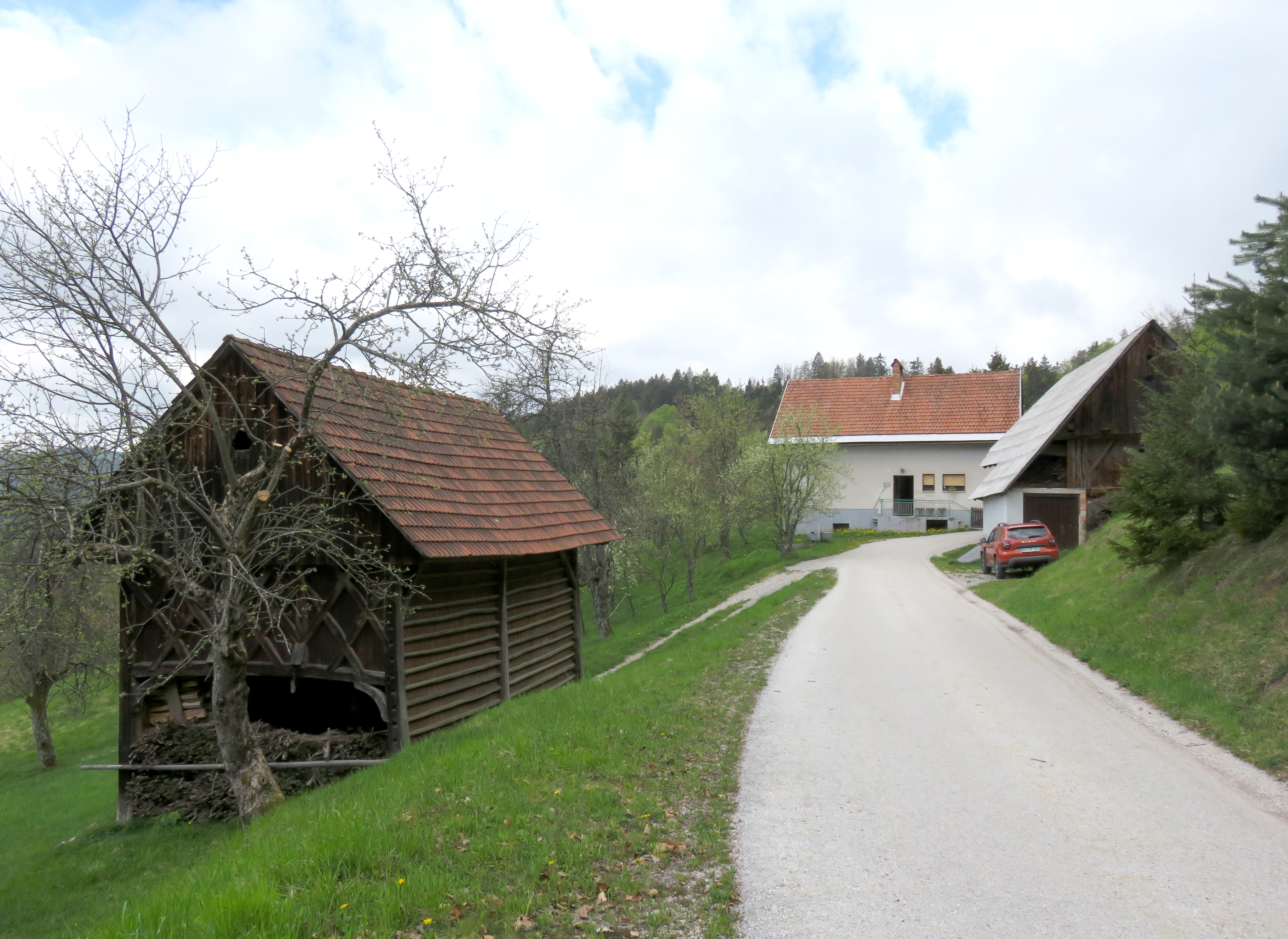
Dorpsaanzicht